# Paerisades V
Paerisades V, död 109 f. Kr., var regerande kung av Bosporanska riket mellan 125 och 109 f. Kr.